# Європейська валютна угода
Європейська валютна угода, укладена у 1955, вступила в дію в 1958, штаб-квартира у Парижі.

## Мета
Закріплення статус-кво лібералізації торговельних та платіжних стосунків в Європі, якого досягнуто в рамках Європейського платіжного союзу, підтримання зовнішньої конвертації валют і валютної стабільності держав-членів. Для цього передбачалося надання коротко- та середньотермінових кредитів з метою подолання тимчасових труднощів у платіжних балансах держав-членів.
Угода була приречена з самого початку на невдачу, оскільки її основних два елементи — кредитний фонд та взаємообмін платежів були інституційно ослаблені, порівняно із Європейським платіжним союзом.
У 1960-х вона поступово потрапила в забуття, поки її не ліквідували в 1972. В європейській валютній історії їй надається в найкращому випадку значення зноски.